# 棉花軟糖

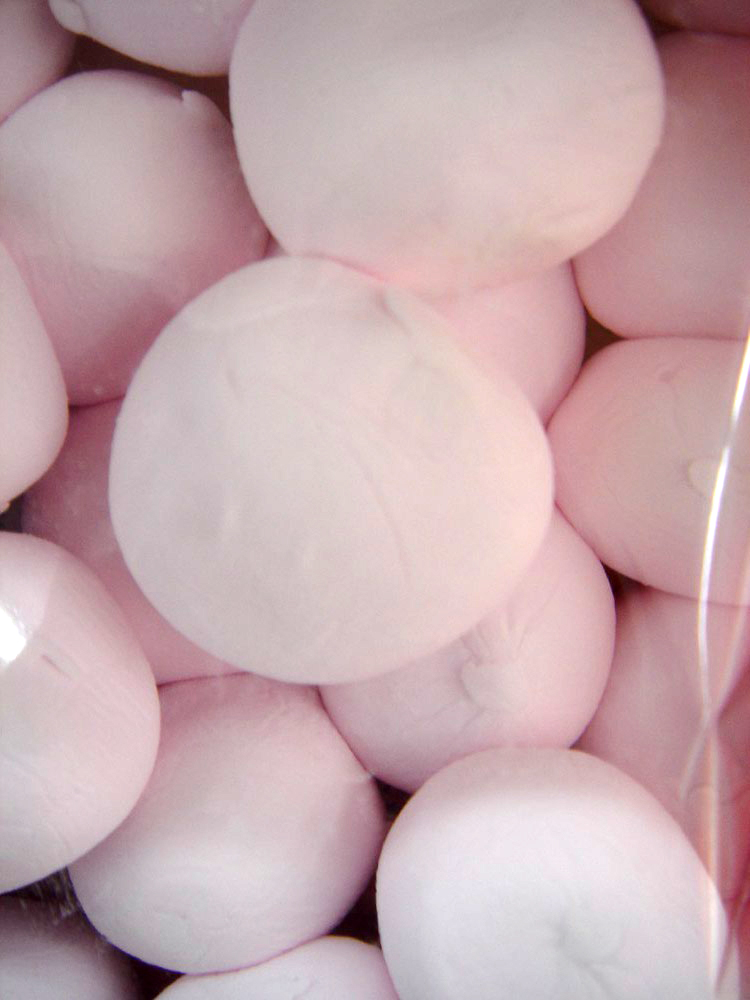
粉紅色的棉花糖

棉花糖（英語：marshmallow），又稱棉花軟糖，是一種形狀如棉花的軟糖，擁有多種顏色，常見的如白色等。

## 歷史
棉花糖源自古埃及。大約公元前2000年前，古埃及就有現在稱為棉花糖的甜點。當時只有皇室及祭祀神明時才有機會享受到這種特殊的甜點。棉花糖由生長在野地沼澤的葵類植物藥蜀葵所製成。棉花糖的英語「Marshmallow」的來源就是由植物名稱（Mallow）及其所生長的環境（Marsh）組合而成。
古埃及人自藥蜀葵的根部搾出汁液後混合堅果及蜂蜜，可供古埃及人治療喉嚨不適及消化系統疾病，而把汁液與蜂蜜混和，可以製成一種喉糖。
直到十九世紀初，藥蜀葵被引入法國。法國的廚師發現藥蜀葵的黏液與水混合後會形成濃濃的凝膠狀，於是發明了把藥蜀葵的黏液與糖漿、蛋白、香草蘭籽攪拌而成的棉花糖。
到了現在，為了節省成本及容易大量生產，藥蜀葵的黏液已被明膠所代替，成為棉花糖的主要材料之一。現時的棉花糖由糖或玉米糖漿、攪拌了的蛋白、用水軟化的明膠、合成香精和穩定劑所製成的糖果。

## 用途

### 燒烤

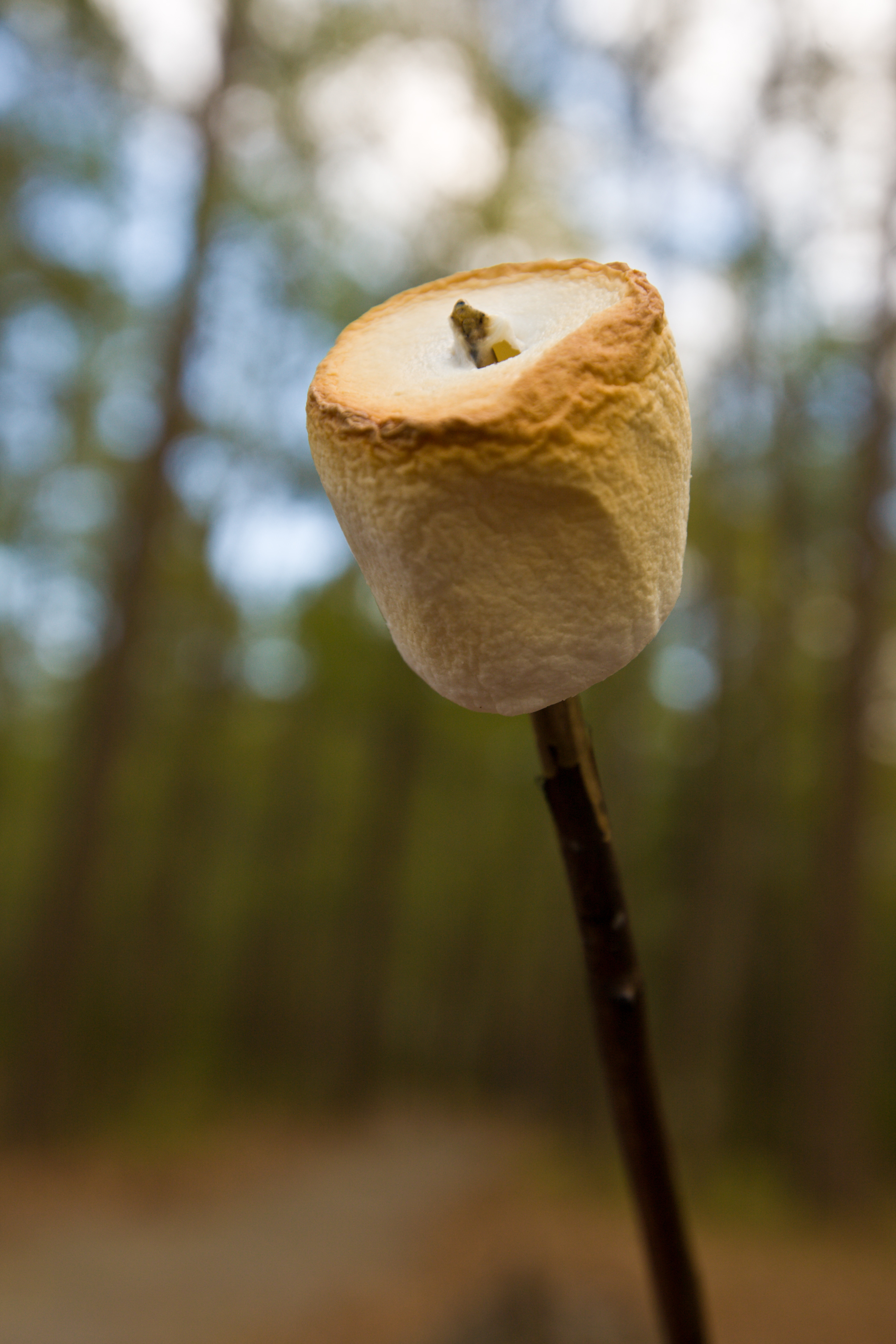
燒烤後的棉花糖

經火或烤爐燒烤後的棉花糖，外表香脆，有點糖漿黏在表面，內部有些溶化而且十分軟。最好用較結實、較大顆、沒有夾心的原味棉花糖來燒烤。這樣可以預防整顆溶掉及不會太甜。

### 烘焙／烹飪
由於棉花糖遇熱即溶化，所以不少人烘焙甜品時（特別是曲奇餅、蛋糕、巧克力布朗尼）都會加入棉花糖，令味道更特別；另外有一種做法是煮溶棉花糖（或以微波爐熱熔之），再加入餡料，待棉花糖涼掉凝固後便成了棉花糖布丁。

### 飲料
通常很小顆的棉花糖會被放在熱飲料上（特別是熱巧克力或加了奶類的咖啡），待片刻後，會有一些棉花糖會溶掉，令熱飲料更甜、更香，拌後與飲料一同飲用。

### 冰淇淋
有一種美國巧克力冰淇淋，稱為石板街冰淇淋，被加入較小顆的棉花糖和果仁。

### 巧克力噴泉
以竹籤串成一串的棉花糖，有時會被用來搭配巧克力噴泉食用。

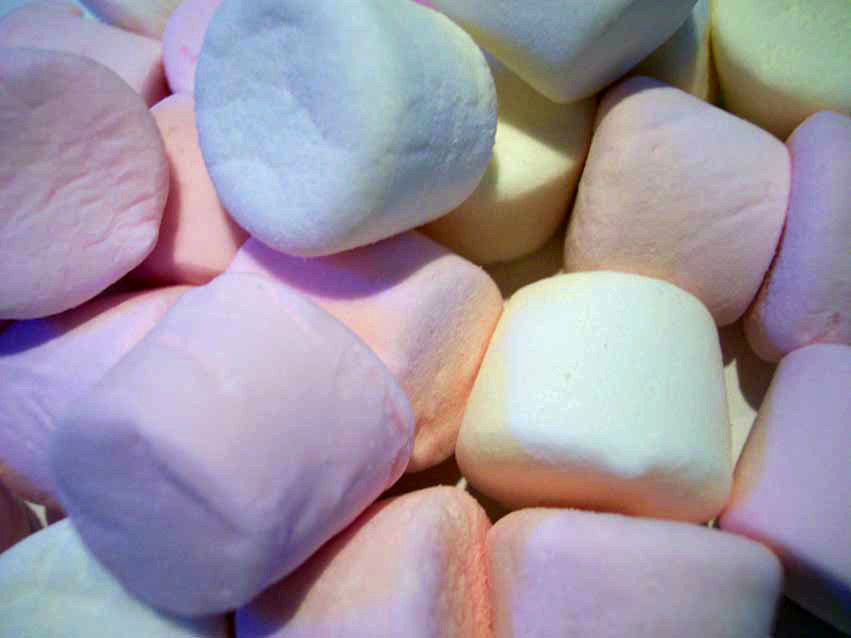
棉花糖
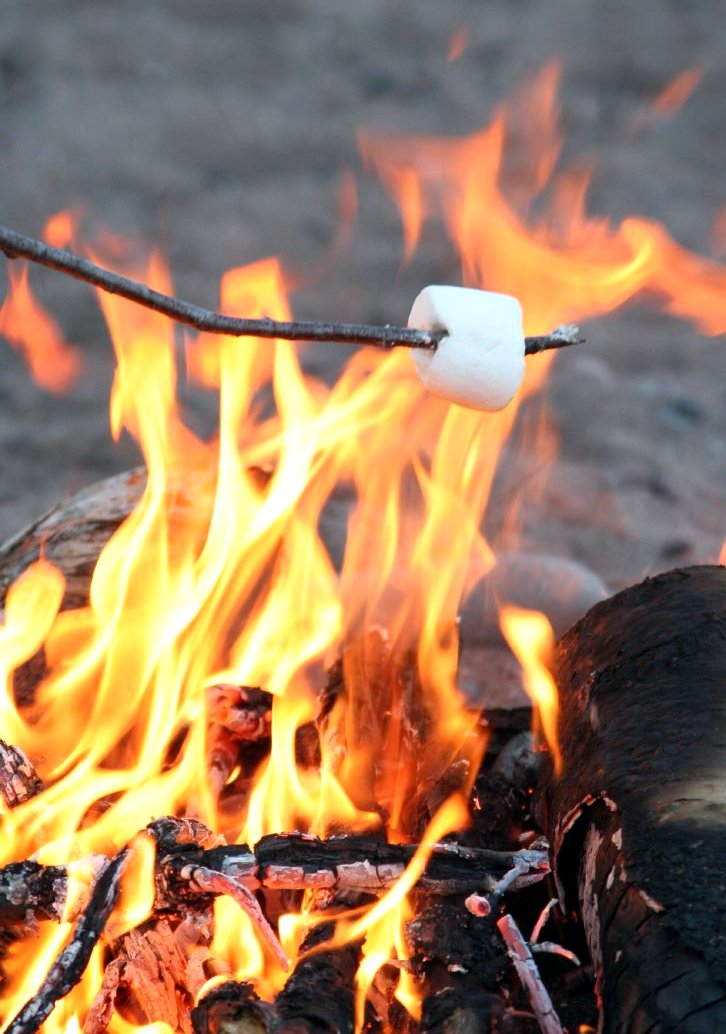
烤棉花糖
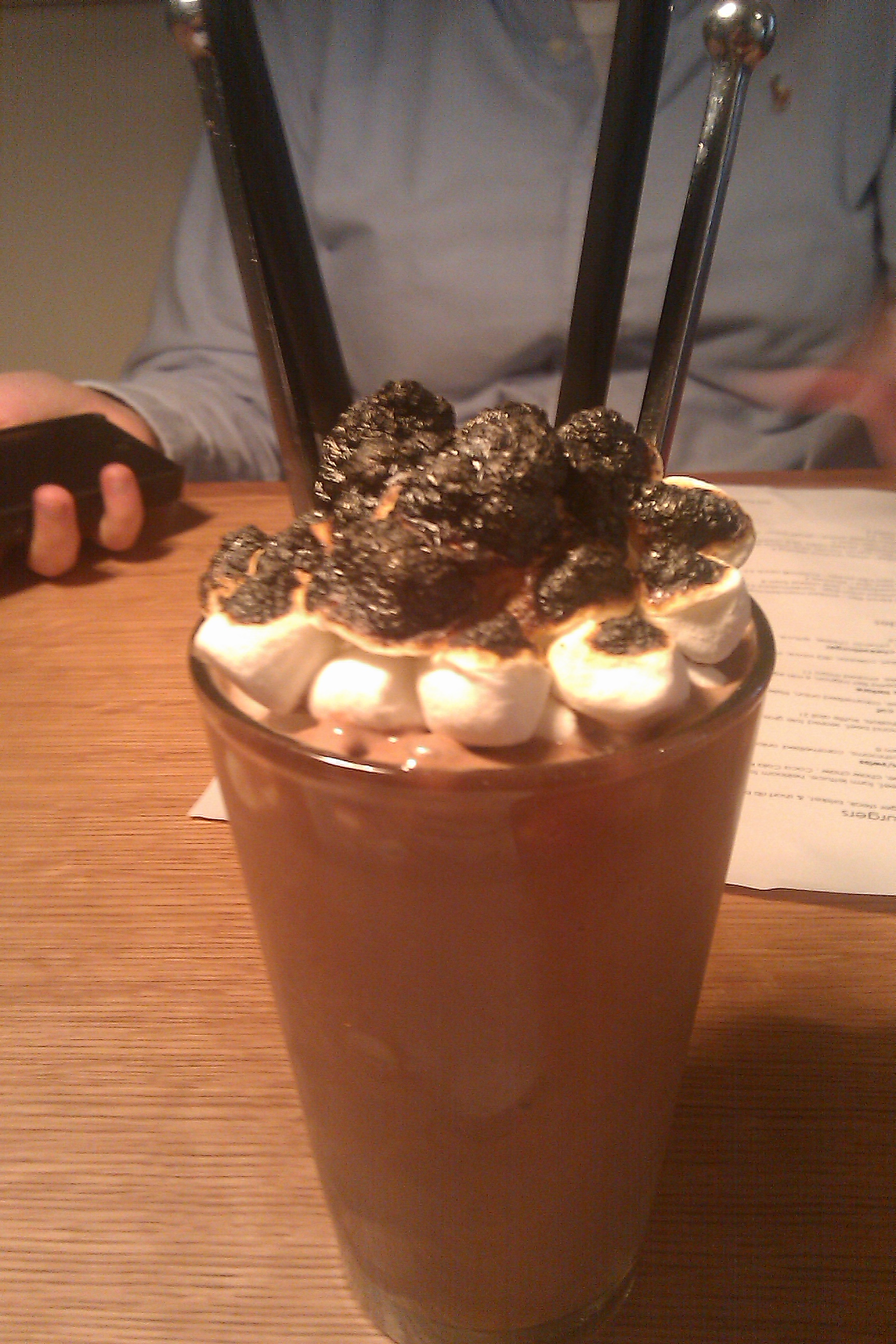
巧克力榛果奶昔上的棉花糖
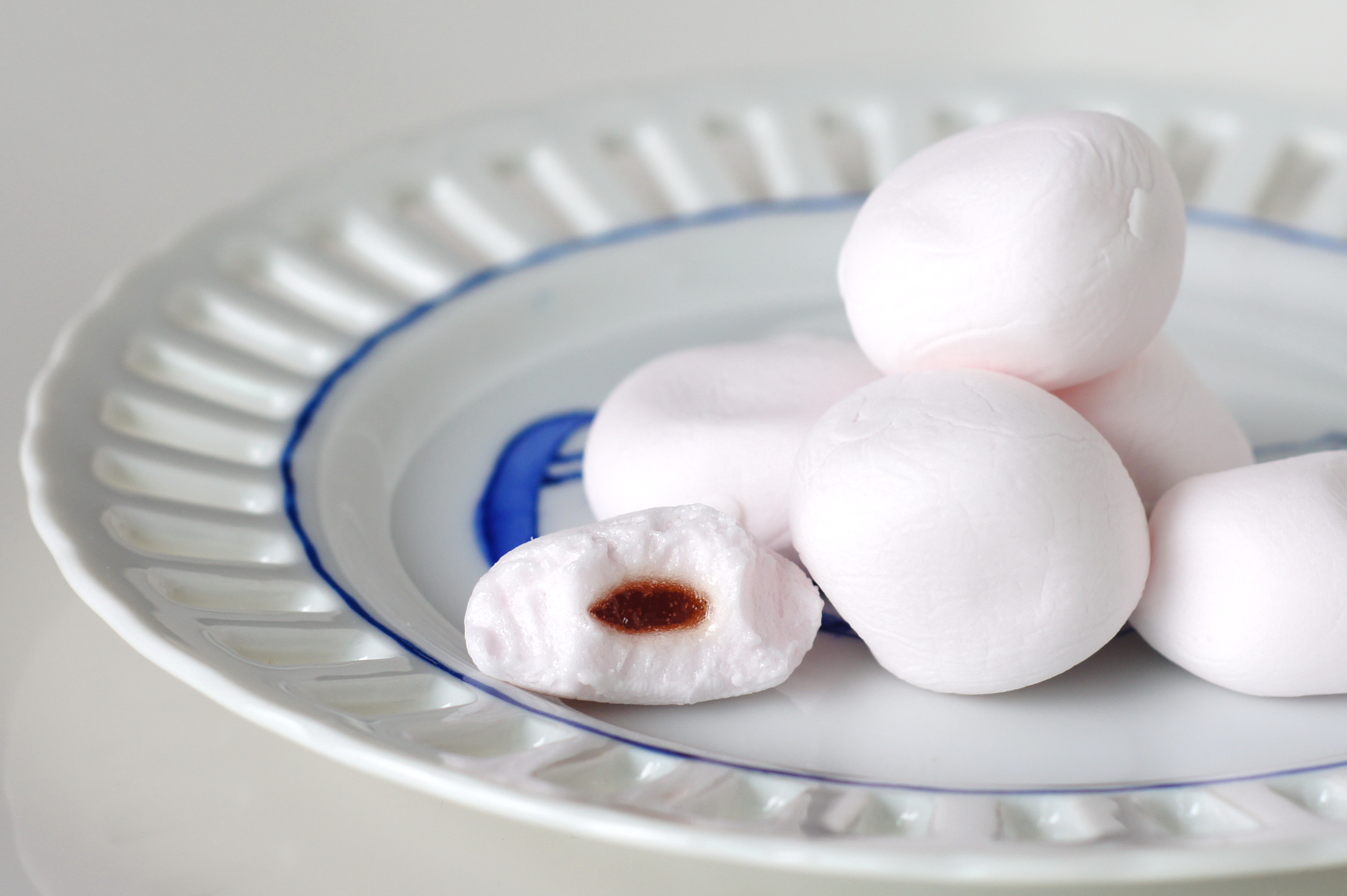
草莓果醬夾心棉花糖

## 外部連結
- Split Bean Coffee （页面存档备份，存于）獲獎的手製棉花軟糖
- 棉花軟糖配方
- Marshmallow Peeps® （页面存档备份，存于）
- Marshmallow Fluff® （页面存档备份，存于）
- Peep® Research （页面存档备份，存于）
- 工程師烹調介紹：棉花軟糖 （页面存档备份，存于）